# 扈俊
扈 俊（호준）は、壬辰倭乱の際の明軍の武将。朝鮮氏族の全州扈氏の始祖。
壬辰倭乱の時に明軍の李如松将軍の傘下の副将軍として参戦、数々の戦功を挙げ、朝鮮に帰化した。扈俊の子孫の仲權は李氏朝鮮第26代王高宗の時に大護軍を務めた。